# Laski (powiat jarociński)
Laski – osada w Polsce położona w województwie wielkopolskim, w powiecie jarocińskim, w gminie Żerków. Miejscowość wchodzi w skład sołectwa Chrzan.
W latach 1975–1998 miejscowość należała administracyjnie do województwa kaliskiego.